# Married Women's Association
La Married Women's Association (Asociación de Mujeres Casadas o MWA) fue una organización de mujeres británica fundada por Edith Summerskill y Juanita Frances en 1938.
Summerskill se convirtió en la primera presidenta de la asociación. Sus objetivos originales eran promover la igualdad financiera entre marido y mujer, dar a las madres y a los hijos el derecho legal a compartir el hogar familiar, garantizar los mismos derechos de tutela para ambos padres y ampliar la Ley del Seguro Nacional para que ofrezca la misma disposición para mujeres.
La asociación publicó la revista Wife and Citizen de 1945 a 1951. Entre las miembros destacados se encontraban Vera Brittain, Juanita Frances, Doreen Gorsky, Helena Normanton y Lady Helen Nutting. En 1952, la declaración de Helena Normanton ante la Comisión Real sobre Matrimonio y Divorcio precipitó una división en la asociación, lo que llevó al establecimiento del Council of Married Women.
La documentación relativa a la asociación se encuentra en la Biblioteca de Mujeres.